# 밴드하임
밴드하임은 대한민국의 음악 그룹이다. 2012년 싱글 《하임 (영원한 생명)》으로 데뷔했다.

## 방송
- CCM루키 선발 경연대회 (2013) - 금상

## 음반
- 하임 (영원한 생명) (2012)
- 하임 Christmas Song 1st (2013)
- 헐몬의 이슬 (2014)

## 피처링
- 김민엽 <한 새사람의 기도> (2017)